# 桑达格·宾巴朝格特
桑达格·宾巴朝格特（？—）蒙古国人，蒙古国政治人物。

## 生平
宾巴朝格特是蒙古人民党党员，长期担任国家大呼拉尔委员。2012年，国家大呼拉尔讨论了由宾巴朝格特、赞达沙塔尔等委员提交的“外资协调法”，其内容主要是限制外国企业对蒙古具有战略意义的企业进行投资。2016年，宾巴朝格特再度当选国家大呼拉尔委员，并出任额尔登巴特内阁的法律内务部部长。